# 田川惠理
田川 惠理（たがわ えり、1985年6月24日 - ）は、日本のタレント、元女優。兵庫県姫路市出身。芸能活動再開後の現名義は瑛莉（えり）。

## 来歴
1999年、サンミュージック新人タレントオーディション「マルチ部門」入賞が芸能界入りのきっかけ。2002年、毎日放送・TBS系ドラマ30「ドレミソラ」で有沢七海を演じる。同年、DVD映画「もののはずみ」で主役の「物野弾実」役を演じた。
その後、NHK教育テレビ「世の中なんでも現代社会」のレギュラーを務めるなど、タレント業にも進出したが、2007年の末に所属していたサンミュージックブレーンのタレント欄から消え、2008年には芸能界の引退を表明した。
一般企業のOLをしていたのちに、2020年秋に瑛莉名義で芸能界に復帰。ジャパンモデルエージェンシー所属。

## 人物
出身の姫路市内の私立女子高卒業後、2004年に「一芸入試」で立命館大学文学部心理学科に入学した。
身長163cm、体重51kg。スリーサイズはB83W60H90。靴のサイズは24.5センチ。
妹がいる。

## 出演

### テレビドラマ
- ドラマ30（毎日放送制作）
  - ドレミソラ（2002年7月 - 9月）- 有沢七海 役
  - 新・いのちの現場から（2004年）- 田辺美紀 役
  - メモリー・オブ・ラブ（2004年）
  - デザイナー（2005年）- 野川美加 役
- 17才夏。（2003年9月20日、朝日放送）- エミ 役
- 月曜ミステリー劇場 血痕 警科研・湯川愛子の鑑定ファイル（2004年8月30日、TBS）- 川上千佳 役
- 水戸黄門（TBS / C.A.L）
  - 第32部 第9話「助さんの相棒は娘スリ -輪島-」（2003年10月13日）- おさと 役
  - 第35部 第3話「謎の美女の危険な賭け -高知-」（2005年10月24日）- お里 役
  - 第36部 第8話「助っ人アキの越後獅子 -福井-」（2006年9月11日）- おつる 役
- 土曜ドラマ 新・人間交差点（2006年、NHK）
- 逃亡者 おりん（2007年2月23日、テレビ東京） - お篠 役

### その他の番組
- ティーンズTV 世の中なんでも現代社会（NHK教育テレビ） - ノワール<黒>のエージェント エリ 役
- トミーズのはらぺこ亭（関西テレビ）- 街ペコハンターレギュラー

### CM
- ヤンマー

### 写真集
- 清純少女52人のお部屋（笠倉出版）
- School days（心交社）
- すきやねん（音楽専科社）2003年11月
- ERI（アスコム）2004年5月

### DVD
- Holiday（心交社）
- もののはずみ
- Cup~カップ（ネオプレックス）

### トレーディングカード
- サンミュージック・アイドルカード コレクション（さくら堂）